# Brachyrhopala nigra
Brachyrhopala nigra là một loài ruồi trong họ Asilidae. Brachyrhopala nigra được Clements miêu tả năm 2000. Loài này phân bố ở miền Australasia.